# Евадна (дочка Стрімона)
Евадна (дав.-гр. Εὐάδνη) — персонаж давньогрецької міфології, дочка фракійського річкового бога Стрімона і його другої дружини Ніри. Стала дружиною аргоського царя Аргоса, від нього мала синів Форбанта, Екбаса, Піранта, Епідавра, Кріаса, Тірінфа.